# Rudolf Windisch

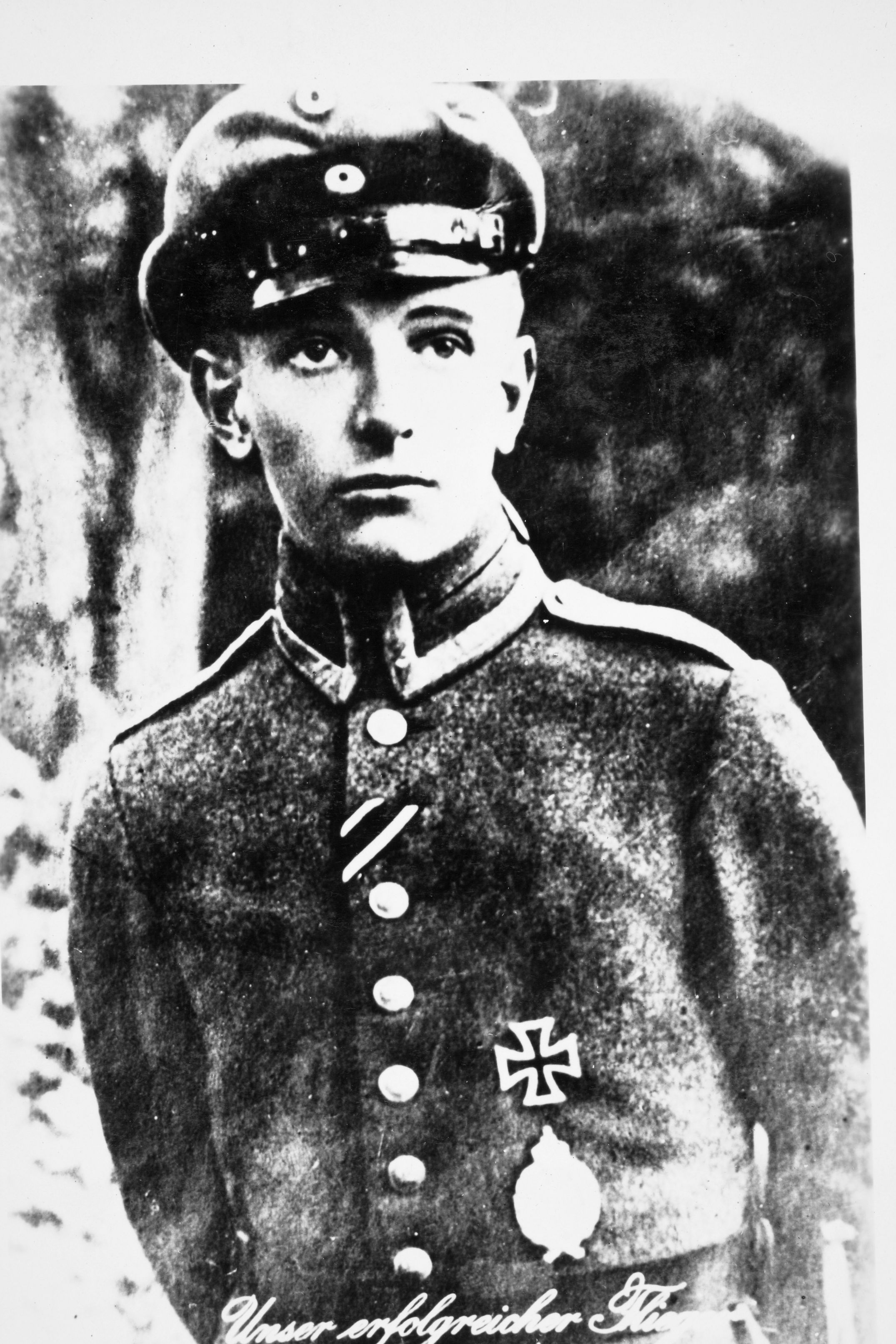
Rudolf Windisch

Friedrich Otto Rudolf Windisch (* 27. Januar 1897 in Dresden; † bzw. vermisst 27. Mai 1918) war ein sächsischer Offizier der Fliegertruppe, der im Ersten Weltkrieg 22 bestätigte Abschüsse erzielte. Mit Oberleutnant Maximilian von Cossel führte er das erste bekannte Luftlande-Kommando-Unternehmen der Militärgeschichte durch. 

## Leben und Kriegsdienst

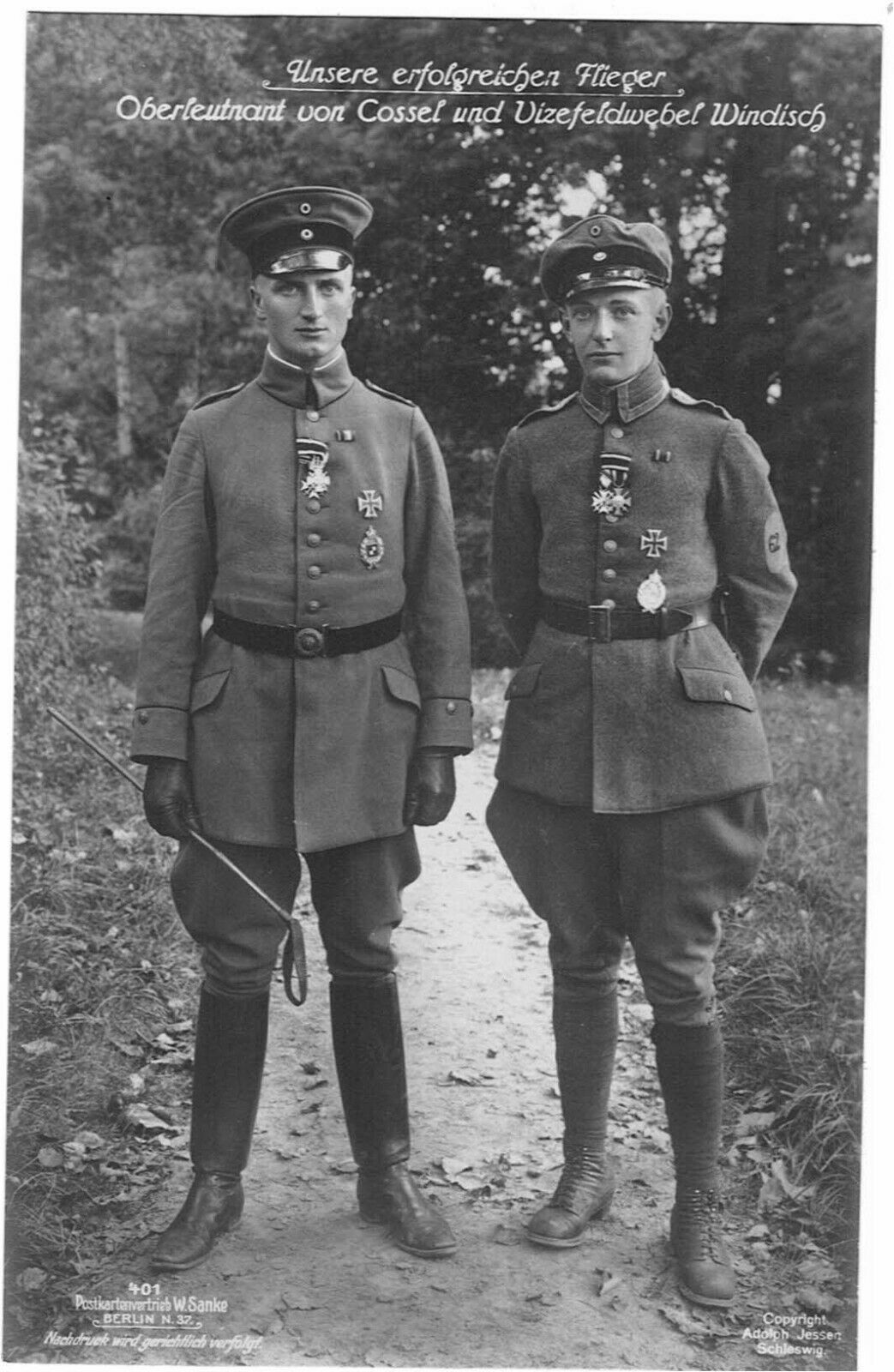
Maximilian von Cossel (links) und Rudolf Windisch (rechts)

Windisch wurde als Sohn des Konditoreibesitzer Bruno Windisch in der Dresdner Mosczinskystraße 4 geboren. Schon früh hatte er Interesse am Flugwesen und baute Flugzeugmodelle. Nach Beginn des Ersten Weltkriegs trat er am 14. September 1914 als Einjährig-Freiwilliger in das Ersatz-Bataillon Infanterie-Regiment Nr. 177 ein und rückte nach kurzer Ausbildung in den Krieg ein. Durch Granatsplitter verwundet kam er am 21. November 1914 ins Lazarett Laon und später in das Reservelazarett Dresden.
Am 20. Dezember 1914 wurde er auf eigenen Wunsch zur Flieger-Ersatz-Abteilung Nr. 6 nach Großenhain und im Februar 1915 zur Militärfliegerschule nach Leipzig-Lindenthal versetzt. Dort wurde er zum Unteroffizier befördert und diente anschließend noch einige Zeit als Fluglehrer. Am 1. Mai 1916 wurde er mit der Fliegerabteilung 62 an die Ostfront verlegt. Windisch und sein Beobachter, Oberleutnant Maximilian von Cossel, zerstörten mit Fliegerbomben wichtige Eisenbahnlinien hinter der russischen Front.

## Erstes Luftlande-Kommando-Unternehmen der Militärgeschichte

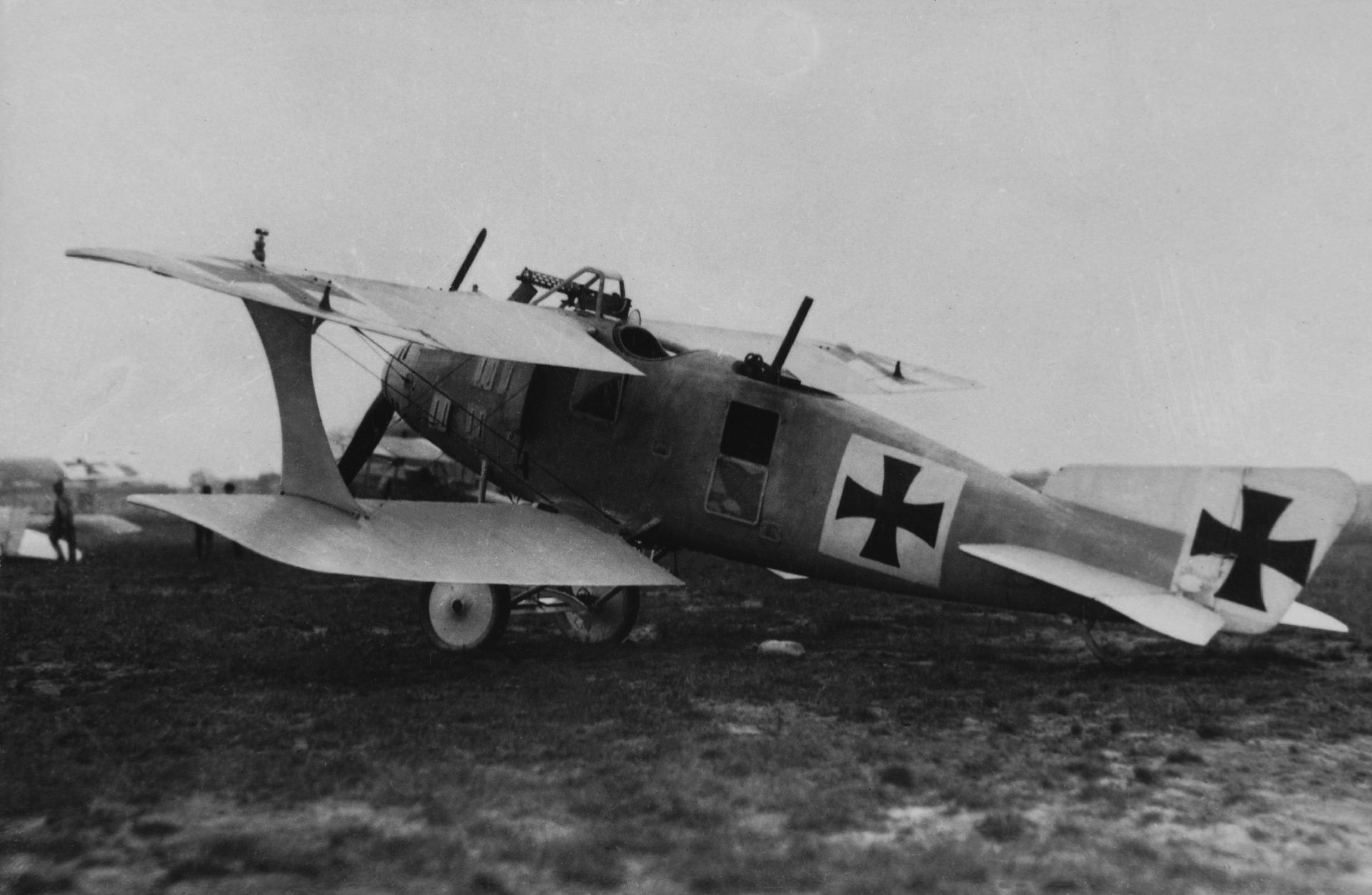
LFG Roland CII Walfisch

Artilleriefeuer am 30. September 1916 kündigte eine russische Offensive an. Um diese zu stören, sollte die Nachschublinie beiderseits derBahnlinie Rowno–Brody durch Spengung sabotiert werden. Den Auftrag erhielt die FFA62. Am 2. Oktober um 4:40 Uhr früh starteten Vizefeldwebel Windisch und Oberleutnant von Cosel zum 120 km entfernten Landeplatz mit einem Doppeldecker LFG Roland CII Walfisch. Nach der Landung vergrub Cosel Teile seiner Uniform und tarnte sich so, dass man ihn optisch für einen russischen Bauern hätte halten können. In seinem großen Rucksack hatte er Lebensmittel für zwei Tage, sechs Sprengpatronen und weitere Sprengkörper, zwei Kabelrollen und 200 Meter Zündkabel, eine Glühzündmaschine, einen Klappspaten, Landezeichen aus Tuch, eine Pistole, ein Messer, ein Zeissglas, Kompass und eine Karte. Die 45 Kilogramm schwere Ausrüstung musste er etwa 10 km zur Sprengstelle tragen. Noch im Tageslicht marschierte Cosel über die freien Felder Richtung Bahn, vorbei an viehhütenden Kindern und erntenden Bauern. Nach Einbruch der Dunkelheit schlich er sich an die Bahngleise und befestigte die Sprengpatronen. Danach verlegte er 200 Meter Zündkabel, welches er mit Erde tarnte. Am anderen Ende grub er sich eine getarnte Stellung. Um 23:30 Uhr erfolgte die Sprengung und eine Lokomotive mit 10 Waggons blieb über der Sprengstelle liegen. Um 5 Uhr erreicht er die Landestelle und legt das verabredete Landekreuz aus. Aufgrund von eintretendem Regen und Sturmwind fürchtete Cosel, dass Windisch ihn nicht abholen könnte. Als es hell wurde erschien Windisch, trotz schlechtem Wetter und den damit verbundenen Risiken, in niedriger Höhe unter den Wolken fliegend. Vizefeldwebel Windisch berichtete, dass er beim Anflug gegen 6 Uhr drei Züge sah die nahe der Sprengstelle festlagen und ihre Fahrt zur Front nicht fortsetzen konnten. Die deutsche Seite behauptete, dass die Sprengung zur Entgleisung der Lokomotive mit zehn Waggons, die mit wichtigen Kriegsgütermaterial beladen waren, geführt hätte. Die russische Seite berichtete, dass die Gleise jedoch nur leicht beschädigt und ein gerade passierender Zug konnte seine Fahrt ungehindert fortsetzen. Wahrscheinlich konnte kein Zug zum Entgleisen gebracht werden, aber angesicht des beschädigten Gleises und der wartenden Züge kann auf eine mehrstündige Blockade des Verkehrs auf dieser Strecke geschlossen werden.
Im Heeresbericht vom 4. Oktober 1916 wurde das Kommando-Unternehmen anerkennend erwähnt: „Östlicher Kriegsschauplatz: …Oberleutnant v. Cossel, von Vizefeldwebel Windisch südwestlich von Rowno vom Flugzeug (Roland C.II) abgesetzt und nach 24 Stunden wieder abgeholt, hat an mehreren Stellen die Bahnstrecke Rowno–Brody durch Sprengung unterbrochen […] Der Erste Generalquartiermeister Erich Ludendorff“.
Für seine Leistung wurde Cossel am 5. Oktober 1916 das fürstlich waldeck'sche Verdienstkreuz III. Klasse mit Schwertern ausgezeichnet. Am 5. Oktober 1916 wurde ihm und Windisch vom Kaiser Wilhelm II. persönlich das Ritterkreuz des Königlichen Hausordens von Hohenzollern mit Schwertern verliehen.
Als geistige Väter der Sprengung wichtiger feindlicher Eisenbahnlinien mittels Luftlande-Kommando-Unternehmen galten bisher die Generäle Paul von Hindenburg und Erich von Falkenhayn. Die Idee existierte aber bereits in der Vorkriegszeit. Bei der Einweihung des Flugstützpunktes Bautzen in Sachsen fanden Flugwettbewerbe statt. Wie der „Sächsische Erzähler“ berichtete gab es am 17. September 1913 dort einen Eisenbahn Zerstörungswettbewerb. Die Flieger mussten aus 300 Meter Höhe an einer markierten Schienenanlage landen, Kanonenschläge zünden, danach das Flugzeug wieder besteigen und ohne fremde Hilfe starten.

### Weitere deutsche Luftlande-Kommando-Unternehmen
Obwohl die Sprengung der Bahnlinie Rowno–Brody mehr einen propagandistischen Effekt hatte, so war diese Operation eine militärische Pionierleistung und vor allem zukunftsweisend. Deshalb folgten ähnliche Unternehmungen von deutschen Heeres und Marinefliegern an der russischen, rumänischen Front, auf der Sinai Halbinsel und an der Westfront. Eine der erstaunlichsten Luftlandeoperation wurde von Marineflugzeugen während der Operation Albion am 15. Oktober 1917 durchgeführt. Ein Offizier und 16 Mann saßen auf den Schwimmern von Wasserflugzeugen und besetzen die Inseln Runö (heute Ruhnu) und Abro (heute Abruka) im rigaischen Meerbusen.

## Luftsiege und Tod
Anfang 1917 wurde Windisch an die Westfront zum Generalkommando I versetzt und führte im Verband der Jagdstaffel 32 im Oberelsaß, in Lothringen, bei Verdun, am Chemin des Dames, bei Reims und an der Ailette zahlreiche Feindflüge aus. Nachdem er bereits beide Klassen des Eisernen Kreuzes erhalten hatte, wurde ihm 1917 das Ritterkreuz des Königlichen Hausordens von Hohenzollern mit Schwertern verliehen. Anfang 1918 übernahm Windisch die Führung der Jasta 66, wo er die Zahl seiner Abschüsse auf 22 erhöhte.
Während eines Luftkampfes am 27. Mai 1918 schoss Windisch mit seiner Fokker D.VII Nr. 2035 zwischen Lesges und Couvrelles einen französischen Doppeldecker ab. Er selbst wurde während dieses Gefechts von mehreren gegnerischen Jagdfliegern angegriffen, erhielt einen Treffer in den Tank und musste auf feindlichem Gelände notlanden. Deutsche Soldaten fanden das Flugzeug mit gebrochenem Fahrwerk an der Notlandestelle, 50 Meter neben dem brennenden französischen Doppeldecker. Von Windisch selbst fehlte jede Spur. Den Eltern wurde vom Roten Kreuz Stuttgart mitgeteilt, dass er sich unverwundet in französischer Gefangenschaft befände. Anderen Meldungen zufolge soll er in französischer Gefangenschaft infolge seiner Verwundungen gestorben sein. Der genaue Tod von Leutnant Rudolf Windisch wurde nicht aufgeklärt.
Der Pour le Mérite wurde ihm postum am 6. Juni 1918 verliehen.

## Auszeichnungen
- Preußisches Militär-Flugzeugführer-Abzeichen
- Eisernes Kreuz II. Klasse
- Eisernes Kreuz I. Klasse
- Ehrenbecher
- Silberne Tapferkeitsmedaille II. Klasse (Österreich-Ungarn)
- Preußischer Kronenorden 4. Klasse mit Schwertern
- Silbernes Ehrenkreuz mit Schwertern, des Verdienstordens des Fürstentums Waldeck und Pyrmonts
- Silberne Militär St. Heinrich Tapferkeitsmedaille
- Goldene Militär St. Heinrich Tapferkeitsmedaille
- Ritterkreuz 2. Klasse Albrechtsorden (Sachsen)
- Königlicher Hausorden von Hohenzollern
- Pour le Mérite

## Luftsiege
| Nr. | Datum         | Einheit  | Typ           | Resultat | Ort                            | Bemerkung |
| --- | ------------- | -------- | ------------- | -------- | ------------------------------ | --------- |
| 1   | 25. Aug. 1916 | FA 62    | Ballon        | Abschuss | südöstlich Brody               |           |
| 2   | 18. Sep. 1917 | Jasta 32 | Dorand AR.2   | Abschuss | Fleury                         |           |
| 3   | 27. Sep. 1917 | Jasta 32 | SPAD          | Abschuss | Betheville                     |           |
| 4   | 1. Nov. 1917  | Jasta 32 | SPAD          | Abschuss | westlich Bray-Saint-Christophe |           |
| 5   | 7. Nov. 1917  | Jasta 32 | SPAD          | Abschuss | Brancourt                      |           |
| 6   | 18. Nov. 1917 | Jasta 32 | SPAD          | Abschuss | Laval                          |           |
| 7   | 3. Jan. 1918  | Jasta 32 | Ballon        | Abschuss | Villers                        |           |
| 8   | 4. Jan. 1918  | Jasta 32 | SPAD          | Abschuss |                                |           |
| 9   | 15. März 1918 | Jasta 66 | SPAD          | Abschuss | Vitry-en-Perthois              |           |
| 10  | 17. März 1918 | Jasta 66 | SPAD          | Abschuss | Vitry-en-Perthois              |           |
| 11  | 23. März 1918 | Jasta 66 | Sopwith Camel | Abschuss | Le Bruin Ferme                 |           |
| 12  | 24. März 1918 | Jasta 66 | SPAD 2        | Abschuss | Bretigny                       |           |
| 13  | 24. März 1918 | Jasta 66 | SPAD          | Abschuss | Tergnier                       |           |
| 14  | 24. März 1918 | Jasta 66 | SPAD          | Abschuss | Tergnier                       |           |
| 15  | 11. Apr. 1918 | Jasta 66 | Breguet 14    | Abschuss | südlich Noyon                  |           |
| 16  | 21. Apr. 1918 | Jasta 66 | SPAD          | Abschuss |                                |           |
| 17  | 21. Apr. 1918 | Jasta 66 | SPAD          | Abschuss |                                |           |
| 18  | 3. Mai 1918   | Jasta 66 | Ballon        | Abschuss | Juvigny                        |           |
| 19  | 4. Mai 1918   | Jasta 66 | SPAD          | Abschuss | Carlepont                      |           |
| 20  | 15. Mai 1918  | Jasta 66 | SPAD 2        | Abschuss | Trosly-Loire                   |           |
| 21  | 16. Mai 1918  | Jasta 66 | SPAD          | Abschuss | Thiescourt                     |           |
| 22  | 27. Mai 1918  | Jasta 66 | SPAD 2        | Abschuss | Couvrelles                     |           |